# Pallavolo ai XVI Jeux des îles
Le gare di pallavolo ai XVI Jeux des îles si sono svolte al PalaCONI "A" di Cagliari, dal 24 al 26 maggio 2012.
Per seguire l'alternanza imposta dal COJI, nell'edizione 2012 si è svolto soltanto il torneo maschile.

## Formula
Vista la presenza di sole 5 squasre si è disputato, a differenza dell'edizione precedente dove erano presenti Serie A e Serie B, un unico girone con la formula del round-robin. In caso di vittoria la squadra si aggiudica 2 punti, in caso di sconfitta 1, mentre se la squadra non si presenta in campo prende 0 punti. A parità di punti prevale il quoziente punti.
Il primo classificato vince la medaglia d'oro, il secondo quella d'argento, il terzo quella di bronzo.

## Risultati

### Prima giornata
| 24/05/2012 | 9.00  | Sicilia  | - | Martinica | 3 - 0 | 25-7, 25-4, 25-6    | PalaCONI "A" |
| 24/05/2012 | 11.00 | Sardegna | - | Corsica   | 3 - 0 | 25-12, 25-13, 25-12 | PalaCONI "A" |

### Seconda giornata
| 24/05/2012 | 16.00 | Martinica | - | Corsica  | 1 - 3 | 26-24, 18-25, 18-25, 15-25        | PalaCONI "A" |
| 24/05/2012 | 18.00 | Azzorre   | - | Sardegna | 2 - 3 | 22-25, 26-24, 25-18, 20-25, 12-15 | PalaCONI "A" |

### Terza giornata
| 25/05/2012 | 9.00  | Corsica   | - | Sicilia | 0 - 3 | 13-25, 6-25, 13-25 | PalaCONI "A" |
| 25/05/2012 | 11.00 | Martinica | - | Azzorre | 0 - 3 | 11-25, 5-25, 7-25  | PalaCONI "A" |

### Quarta giornata
| 25/05/2012 | 16.00 | Azzorre  | - | Sicilia   | 0 - 3 | 23-25, 21-25, 17-25 | PalaCONI "A" |
| 25/05/2012 | 18.00 | Sardegna | - | Martinica | 3 - 0 | 25-13, 25-13, 25-13 | PalaCONI "A" |

### Quinta giornata
| 26/05/2012 | 9.00  | Corsica | - | Azzorre  | 0 - 3 | 8-25, 14-25, 13-25  | PalaCONI "A" |
| 26/05/2012 | 11.00 | Sicilia | - | Sardegna | 3 - 0 | 25-14, 25-18, 26-24 | PalaCONI "A" |

## Classifica
| posiz | squadra   | G | V | P | Sv | Sp | QS   | Pf  | Ps  | QP   | Pt |
| ----- | --------- | - | - | - | -- | -- | ---- | --- | --- | ---- | -- |
|       | Sicilia   | 4 | 4 | 0 | 12 | 0  | 12   | 300 | 166 | 1.81 | 8  |
|       | Sardegna  | 4 | 3 | 1 | 9  | 5  | 1.80 | 313 | 256 | 1,22 | 7  |
|       | Azzorre   | 4 | 2 | 2 | 8  | 6  | 1.33 | 316 | 240 | 1.32 | 6  |
| 4     | Corsica   | 4 | 1 | 3 | 3  | 10 | 0.30 | 203 | 302 | 0.67 | 5  |
| 5     | Martinica | 4 | 0 | 4 | 1  | 12 | 0.08 | 156 | 324 | 0.48 | 4  |

## Podio
| 2º posto Sardegna | 1º posto Sicilia | 3º posto Azzorre |